# 奧爾加·魯德涅娃
奧爾加·魯德涅娃（Olga Rudnieva，1977年—）是乌克兰利沃夫超人创伤中心的创始人兼CEO，該中心在烏俄戰爭時替傷患提供救治與復健，她因此在2024年12月獲得BBC巾帼百名榮譽。

## 背景
鲁德涅娃是奥列娜·平丘克基金会的董事，该基金会致力于阻止艾滋病在乌克兰擴散。俄罗斯入侵时，她在波兰經營人道主义援助中心，之后她回到烏克蘭並創辦了超人中心。 

## 超人中心
2022年俄罗斯入侵乌克兰后，鲁德涅娃認為自己需要去幫助戰爭中的傷員。根据乌克兰卫生部的数据，包括士兵和平民在內至少5萬人失去肢體。
鲁德涅娃认为，不應將傷員視為受害者，而要將其當作「超人」，並值得獲得一切所需帮助。 

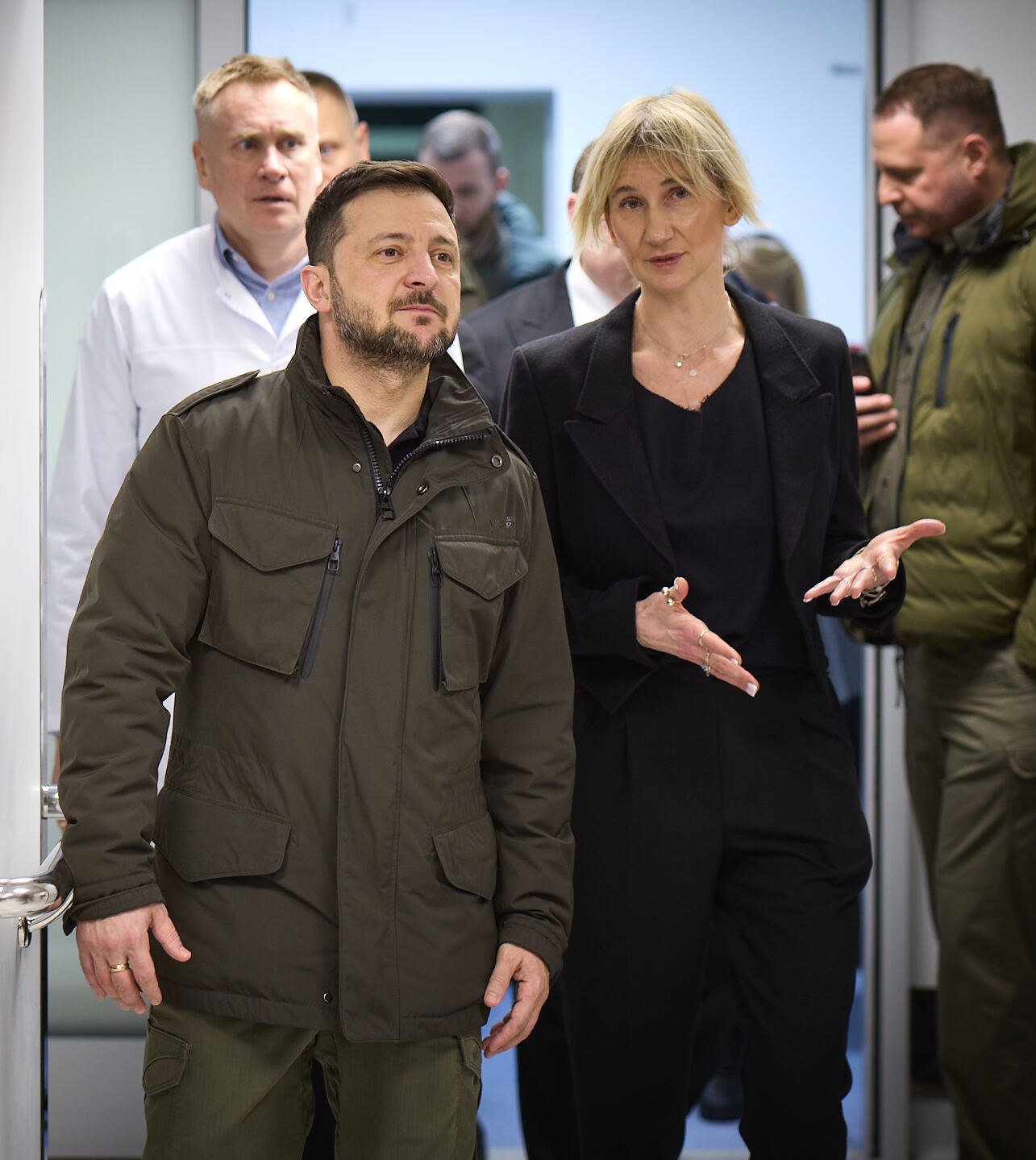
烏克蘭總統澤倫斯基視察位於利沃夫的超人中心

部分人是雙截肢、三截肢，甚至四截肢。這些人都需要義肢，或者使用輪椅……前線超過一百萬人……烏克蘭將成為「身障者之國」。
我們想讓殘疾成為常態。好吧，這就是我們國家的未來樣貌……這裡中心的大多數人本來都不應該活下來，他們能夠活著，本身就是奇蹟……我們真的相信，創傷能夠賦予人力量。創傷可能摧毀你，也可能成就你的超能力。

 ——奧爾加·魯德涅娃
為此，魯德涅娃籌措資金，在利沃夫成立「超人創傷中心」（Superhumans Trauma Centre），為傷者提供義肢及完整的復健治療。許多人認為她在俄羅斯飛彈襲擊期間執行此計畫簡直瘋了。該中心於2023年4月開幕，被形容為一所提供心理協助、義肢製作、重建手術與戰爭創傷復健的診所。
在成立前兩年內，超人中心已為超過1,000名病患提供治療，輔助因前線長達3,200公里而壓力過大的烏克蘭醫療體系。中心收治的人員包括軍人與平民、成人與兒童。由於許多受傷原因是由於地雷與爆炸物，病患進入中心後首先會與心理師會面。此外，控制感染也是一大挑戰，許多患者在撤離過程中經歷過6到7間醫院，到達中心時傷口往往已出現多重感染。
「挑戰很多，但總是有辦法。」魯德涅娃表示，她預計於奧德薩與第聶伯羅繼續設立兩間超人中心。
魯德涅娃「傷痕賦能」的理念獲得許多公眾人物支持，包括冒險家贝尔·格里尔斯、企業家理查德·布蘭森、歌手史汀與演員楚蒂·史泰勒。